# Leleti Khumalo
Leleti Khumalo (sinh năm 1970) là một nữ diễn viên người Nam Phi được biết đến với vai chính trong bộ phim và vở kịch sân khấu Sarafina! và cho các vai diễn của cô trong các bộ phim khác như Hotel Rwanda, Yesterday và Invictus.

## Tuổi thơ vàSarafina!
Khumalo sinh ra ở thị trấn KwaMashu, phía bắc Durban, Nam Phi. Thể hiện sự thích thú khi biểu diễn từ khi còn nhỏ, cô tham gia một nhóm nhảy sân sau của giới trẻ tên là Amajika, được cố vấn bởi Tu Nokwe.
Năm 1985, cô đã thử giọng cho vở nhạc kịch Mbongeni Ngema, sau đó trở thành bom tấn quốc tế Sarafina!; Ngema đã viết kịch bản nhân vật chính của Sarafina cho Khumalo. Cô kết hôn với anh và ly dị sau đó. Cô hiện đã kết hôn với doanh nhân Skhutazo Winston Khanyile và đã sinh ra cặp song sinh Ulwenzile và Yamukelani Khanyile.
Khumalo đã thể hiện vai Sarafina trên các sân khấu ở Nam Phi và trên sân khấu Broadway, nơi cô nhận được đề cử giải Tony năm 1988 cho Nữ diễn viên xuất sắc nhất trong một vở nhạc kịch. Sarafina! đã có một tour diễn kịch kéo dài hai năm, sau đó việc sản xuất bắt đầu một tour diễn vòng quanh thế giới. Năm 1987, Khumalo nhận được giải thưởng hình ảnh NAACP cho Nữ diễn viên sân khấu xuất sắc nhất. Năm 1992, cô đóng cùng với Whoopi Goldberg, Miriam Makeba và John Kani trong phiên bản phim Darrell James Roodt của Sarafina!, có phân phối trên toàn thế giới, và trở thành nhà sản xuất phim lớn nhất được phát hành trên lục địa châu Phi. Khumalo được đề cử cho Giải thưởng hình ảnh, cùng với Angela Bassett, Whoopi Goldberg và Janet Jackson. Dựa trên các cuộc nổi dậy của giới trẻ Soweto năm 1976, Sarafina! kể câu chuyện về một nữ sinh trẻ không ngại đấu tranh cho quyền lợi của mình và truyền cảm hứng cho các đồng nghiệp của mình trỗi dậy để phản kháng, đặc biệt là sau khi giáo viên truyền cảm hứng của cô, Mary Masombuka (Goldberg) bị cầm tù và bị giết hại.
Năm 1993, Khumalo đã phát hành album đầu tiên của cô, Leleti và Sarafina.
Sarafina! được phát hành lại ở Nam Phi vào ngày 16 tháng 6 năm 2006 để kỷ niệm 30 năm các cuộc nổi dậy của giới trẻ ở Soweto.

## Vai diễn tiếp theo
Khumalo đóng vai chính trong phim âm nhạc quốc tế Ma thuật lúc 4 giờ sáng của Mbongeni Ngema, dành riêng cho Muhammad Ali. Sau đó, cô đóng vai chính trong một vở nhạc kịch khác, Mama (1996), cũng của Ngema và lưu diễn ở Châu Âu và Úc. Năm 1997, cô đóng vai chính trong Sarafina 2.
Khumalo đóng vai chính trong bộ phim năm 2004 Hotel Rwanda và Yesterday; phim đứng sau được đề cử một 2005 giải Oscar trong hạng mục "Best Foreign Language Film". Yesterday cũng đã giành giải thưởng Phim hay nhất tại Liên hoan phim quốc tế Pune của Ấn Độ và có những phản ứng tích cực tại Liên hoan phim quốc tế Venice và Toronto. 